# Чи мріють андроїди про електричних овець?
«Чи мріють андроїди про електричних овець?» (англ. Do Androids Dream of Electric Sheep?) — науково-фантастичний роман Філіпа Діка, написаний 1968. Розповідає історію «мисливця за головами» Ріка Декарда, який переслідує андроїдів — істот, що майже не відрізняються від людини, оголошених поза законом на Землі. Дія відбувається в отруєному радіацією і частково покинутому Сан-Франциско майбутнього.
Разом з «Людиною у високому замку» цей роман є найвідомішим твором Діка. Це один з класичних фантастичних творів, в якому досліджуються етичні проблеми створення андроїдів — штучних людей.
У 1982 році за мотивами роману вийшов фільм Рідлі Скотта «Той, хто біжить по лезу» з Гаррісоном Фордом у головній ролі. Сценарій, який створили Гемптон Фенчер і Девід Піплс, значно відрізняється від книги. 2017 року вийшов сиквел «Той, хто біжить по лезу 2049», в якому є багато елементів і тем з цього роману.

## Концепції та передісторія
Дія роману відбувається 1992 року (у пізніших виданнях — 2021), через кілька років після того, як Остаточна світова війна спустошила значну частину Землі. Після війни ООН стала активно пропагувати еміграцію у позаземні колонії, щоб захистити людство від згубних ефектів радіоактивного пилу. Як додатковий стимул кожному емігранту надавався безкоштовний андроїдний працівник-слуга (принизливо званий анді) будь-якої марки, на вибір.
Люди, що залишилися на Землі, живуть в напівпокинутих містах, де радіаційне зараження спричиняє важкі захворювання і генетичні відхилення. Всі тварини або вимерли, або перебувають під загрозою вимирання. Тому володіння і догляд за твариною вважається чеснотою, практично обов'язком кожного, а вид домашньої тварини визначає соціальний статус власника. Торгівля тваринами йде за цінами, вказаними в каталозі Сідні, для вимерлих видів вказується ціна останньої проданої особини. Багато людей, які не можуть дозволити собі домашнього вихованця, купують штучну тварину-робота. У головного героя, Ріка Декарда, була вівця, яка померла від правця і була ним замінена на електричну вівцю, щоб створити видимість володіння твариною.
Андроїди використовуються тільки на планетах-колоніях, але багато з них втікають, убивши своїх господарів, і вирушають на Землю, щоб звільнитися від свого рабського становища. Андроїди — повністю біологічні створіння і фізично майже не відрізняються від людей. Оскільки клітини їхнього організму не здатні ділитися, андроїди живуть не більше чотирьох років. Мисливці за головами (англ. Bounty hunters) вистежують і «деактивовують» (тобто вбивають) втікачів-андроїдів, які ховаються на Землі, видаючи себе за людей. У кожного деактивованого андроїда беруть аналіз кісткового мозку, який дозволяє визначити, що це дійсно був андроїд, а не людина. Мисливці зобов'язані проводити перевірки, такі як тест Войґта-Кампфа на емпатію (співчуття), щоб відрізнити андроїда від людини. Цей тест вимірює мозкову активність і рух очей у відповідь на емоційно-заряджені питання, більшість з яких пов'язані з заподіянням шкоди тваринам. Оскільки андроїди не здатні до емпатії, їхня реакція кардинально відрізняється від реакції людей. Простіший тест Бонелі визначає швидкість рефлекторної реакції спінальних гангліїв верхніх сегментів спинного мозку.
Мерсеризм — поширений на Землі релігійно-філософський рух майбутнього. Він ґрунтується на історії про Вілбера Мерсера, людину, яка жила до війни. Послідовники мерсеризму стискають руків'я електронного приладу під назвою «емпатомодулятор» і дивляться на його екран, колажі на якому не мають сенсу для стороннього спостерігача. При контакті з емпатомодулятором почуття і свідомість глядача сприймають світ Мерсера, де зливаються з ним і з усіма іншими, хто користується емпатомодулятором в даний момент. Мерсеризм об'єднує архетип вмираючого й воскресає божества з етичними цінностями єднання і співчуття. За легендою, Вілбер Мерсер володів даром оживлення загиблих тварин, але влада спершу заборонила йому використовувати цю здатність, а потім і знищила цю аномалію в мозку радіоактивним кобальтом. Через це Мерсер потрапив до замогильного світу (англ. tomb world). Мерсер намагається зупинити розпад замогильного світу і повернутися на Землю, деручись на вершину величезного пагорба під ударами кинутого в нього каміння. Але навіть якщо він досягає вершини, його скидають назад до замогильного світу і сходження починається знову.
Ще один ключовий пристрій в книзі — адаптер настрою «Пенфілд». За допомогою адаптера користувач може обрати собі настрій, набравши числовий код на панелі пристрою. Приклади з книги включають «ділове, професійне ставлення до роботи», «задоволення від визнання переваги чоловічої розсудливості в будь-яких життєвих ситуаціях», «шестигодинну депресію з ухилом в самокатування», код 888 — «бажання дивитися телевізор, незалежно від того, що показують», код 3, що викликає бажання обирати настрій, за допомогою адаптера та інші. У багатьох користувачів є щоденний графік вибору настроїв.
Найвідоміша культурна ікона Землі в «Андроїдів» — Бастер Френдлі (буквально Доброзичливий), ведучий розважального ток-шоу. Воно транслюється по радіо і телебаченню по 23 години на добу, з чого випливає, що Бастер — андроїд. Він, судячи з усього, бореться з мерсеризмом за контроль над розумом людей, аж до прямих нападок на мерсеризм.

## Короткий зміст
Перед самісіньким початком історії роману, найкращий мисливець за головами у Сан-Франциско і околицях, Дейв Голден був важко поранений андроїдом, оснащеним штучним мозком новітньої моделі «Нексус-6». Всього на Землю прибуло вісім андроїдів з мозком такого типу. Мисливцеві Ріку Декарду доручено знайти і деактивувати решту шістьох. Завдання ускладнюється тим, що цей тип андроїдів володіє надінтелектом і досить складно відрізнити андроїдів з мозком «Нексус-6» від звичайних людей.
Декард розраховує витратити преміальні за це завдання на придбання живої вівці, оскільки догляд за штучною твариною — електричною вівцею — викликає у нього психологічний дискомфорт. Водночас, його дружина також переживає кризу. Вона не виходить з дому, день у день модулюючи собі депресію на спеціальному адаптері настрою.
Перед початком полювання Декард летить в Сієтл на зустріч з представниками корпорації Роузена — виробниками штучного мозку «Нексус-6», — щоб переконатися, що тест Войґта-Кампфа працює і для цієї нової моделі. Там він зустрічається з Рейчел Роузен, яка представляється як спадкоємиця компанії. Рейчел першою проходить тест, який показує, що вона андроїд. Однак Роуз повідомляє Декарда, що Рейчел провела перші чотирнадцять років свого життя на борту космічного корабля; у неї шизоїдний розлад особистості, вона — людина, а не андроїд, отже, тест Войґта-Кампфа неспроможний і необхідний новий тест. Декард проводить останню перевірку, кажучи Рейчел, що його портфель зроблений зі шкіри дитини, і її запізніла реакція дозволяє йому переконатися, що вона все-таки андроїд. Декард повертається до роботи, але його впевненість у принциповій відмінності андроїдів від людей підірвана.
Декард обшукує квартиру першого андроїда зі свого списку, Макса Полокова. Потім зустрічається з агентом радянського відділу Всесвітнього поліцейського управління (ВПУ) Шандором Кадалієм, який раптово виявляється Полоковим. Декардові вдається застрелити андроїда зі свого «Магнума» 38-го калібру, коли той накинувся на нього в кабіні говеркара. Наступною в його списку значиться оперна співачка Люба Люфт. Спроба перевірити її на тесті Войґта-Кампфа провалюється, бо Люба викликає поліцію, звинувативши Декарда в сексуальних домаганнях. Декарда доправляють в управління, про існування якого він навіть і не підозрював. Там його доручають офіцеру Ґарланду, який, як виявляється, є в декардовому списку на деактивування. Аби зрозуміти, що відбувається, викликають мисливця за головами Філа Реша, який працює в управлінні. Після того, як аналізом кісткового мозку підтверджується, що Полоков був андроїдом, Реш і Ґарланд вступають в суперечку про доцільність застосування тесту «Бонелі» до співробітників управління. Реш виходить за обладнанням, а Ґарланд зізнається Декарду, що він і всі співробітники його управління, включаючи Реша, є андроїдами, які проникли на Землю з Марса. Однак, за словами Ґарланда, Реш досі не знає, що він сам і всі його колеги — андроїди, бо йому вживили штучну пам'ять. Після цього Ґарланд дістає лазерний пістолет, але вагається, чи застосовувати його. Реш повертається, вбиває Ґарланда і разом з Декардом залишає управління.
Після того, як вони удвох деактивовують Любу Люфт, Декард проводить тест Войґта-Кампфа на Реші, який вже і сам боїться, що він андроїд. Декард же в цьому майже впевнений, бачачи, з якою готовністю і задоволенням Реш деактивовує андроїдів, але результати тесту не підтверджують його підозри. Декард дедалі стурбованіший тим співчуттям, яке викликають у нього андроїди, особливо жінки. В депресії він купує в кредит козу чорної нубійської породи, витративши всі преміальні на перший внесок.
Останні три андроїди з мозком моделі «Нексус-6» ховаються в покинутому приміському будинку разом з Джоном Р. Ісидором, спеціалом чи пустолобим (так називають людей, чий мозок занадто постраждав від радіації; їм заборонено емігрувати з Землі). Ісидор ставиться до андроїдів дружньо, хоча вони ставляться до нього байдуже. Виявивши живого павука, вони не замислюючись відривають йому лапки одну за однією, щоб перевірити, скільки йому потрібно, щоб пересуватися.
Керівник Декарда Гаррі Браєнт наполягає, щоб він деактивував трьох «анді», які залишилися (так зневажливо називають андроїдів) того ж дня, поки вони не перебралися в інше місце. Декард вирішує, що йому потрібна допомога Рейчел Роузен і призначає їй зустріч в готелі в Сан-Франциско. При зустрічі вони п'ють справжній довоєнний бурбон і після бесіди про трьох андроїдів займаються сексом. Рейчел зізнається, що спала з багатьма мисливцями за головами, і всі вони, крім Філа Реша, залишили роботу. Тоді Декард погрожує вбити її, але усвідомлює, що не може. Роузени домоглися певного успіху, але Декард все ж продовжує своє завдання.
Декард прибуває в будинок Ісидора, щоб «деактивувати» андроїдів, що залишилися. З'являється Мерсер і дає Декардові сили вбити Пріс Стреттон — точну копію Рейчел. Після цього Декард легко деактивовує двох інших андроїдів. Повернувшись додому, він дізнається, що Рейчел вбила козу, зіштовхнувши її з даху. Декард вирушає в останню подорож на своєму говеркарі, в ореґонську пустелю. Там він піднімається на пагорб, подібно до Мерсера, але в нього потрапляє камінь, і він йде назад до машини. Дорогою він знаходить живу ропуху (в каталозі Сідні ропухи позначені як вимерлий вид) і повертається додому. Але вдома його дружина Айрен виявляє, що ропуха підробна (електрична). Коли Декард засинає, вона замовляє для електричної ропухи фунт штучних мух.

## Відзнаки
Роман «Чи мріють андроїди про електричних овець?» номінований на премію «Неб'юла» за найкращий роман 1968 року. 1998 він посів 51-е місце в списку «Найкращі НФ-романи всіх часів до 1990 року» (Locus Poll Award).
Шотландським критиком-фантастикознавцем Дейвідом Прінґлом роман включено до переліку 100 найкращих англомовних науково-фантастичних романів за період з 1949 по 1984 рік.

## Використання ідей і мотивів в інших творах

### Раніші твори
Тематика твору з'являлася у науковій фантастиці і раніше. Так, темі людиноподібних андроїдів, яких зневажають та полюють люди, присвячено оповідання Лі Брекетт «Танцівниця з Ганімеда» (1950).
Зокрема у оповіданні Брекетт йдеться про оголошення андроїдів поза законом, полювання на них спеціально підготовленими людьми, зневажливе до них ставлення, високий інтелектуальний розвиток андроїдів при низькому розвитку емоційної сфери, пересування групи андроїдів, що складаються з кількох чоловіків і жінки, що відрізняються зовнішньою привабливістю та ін.

### Пізніші твори
- Фільми «Той, хто біжить по лезу» та «Той, хто біжить по лезу 2049».
- У грі WarCraft 3 шаман орків вимовляє фразу «Чи мріють орки про електричних свиней?», яка є прямим відсиланням до назви цього твору.
- Аніме Bubblegum Crisis (OVA) 1988—1992 — використана ідея полювання людей на андроїдів. Ім'я головної героїні — Асагірі Прісс (один з персонажів фільму «Той, хто біжить по лезу»); музична група, в якій вона співає, в американському дубляжі називається Priss and the Replicants.
- Аніме Покемон TV (1997—2002) — в оригінальному серіалі, не адаптованому американцями, 30-а серія називається «Чи мріє Койру про електричних мишей?», що є прямим відсиланням до назви цього твору.
- Аніме Ерго Проксі (TV 2006) — майже аналогічна проблематика (андроїді-раби, забруднене довколішнє середовище, питання, чи здатні андроїди до емпатії)
- Аніме EVE no Jikan (Time of Eve) (OVA для показу в Інтернеті, 2008—2009) — численні алюзії на твір Філіпа Діка (андроїди в рабстві у людей, обговорюються їхні права та наявність у них почуттів і розуму, крім самонавчального штучного інтелекту; також в серіалі дослівно цитуються «три закони робототехніки» Айзека Азімова)
- Серіал «Межа» (англ. Fringe) (2008—2012) — у назві четвертого епізоду третього сезону «Чи мріють перевертні про електричних овець?» (англ. Do Shapeshifters Dream of Electric Sheep?) явно проглядається посилання на цей твір.
- Південнокорейська стрічка Natural City, яка використовує сюжетні лінії фільму «Той, хто біжить по лезу».
- Назва проєкту розподілених обчислень у комп'ютерній графіці electric sheep є відсиланням до цього твору. Кожна заставка названа «електричною вівцею». Заставки згенеровані комп'ютерами різних користувачів, які запустили цю програму і які обмінюються ними один з одним через Інтернет.
- Аніме Psycho-Pass — в 15 епізоді Сього Макісіма для знайомства з творчістю Філіпа Діка радить прочитати «Чи мріють андроїди про електричних овець?».
- Мультсеріал «Американський татусь» — в серії «Every Which Way But Lose» команда Стіва називається «Андроїд Нексус-6».
- В циклі книг Дугласа Адамса «Автостопом Галактикою» в книзі «Життя, всесвіт і все інше» з'являється колискова робота Марвіна «Як я ненавиджу ніч». Друга строфа є відсиланням до цього твору:

| Англійський оригінал: | Порядковий переклад: | Ритмічний переклад: |
| --- | --- | --- |
| Now the world has gone to bed Darkness will not engulf my head I can see by infra-red How I hate the night Now I lay me down to sleep Try to count electric sheep Sweet dream wishes you can keep How I hate the night | Весь світ тепер відійшов до сну Темрява не проковтне мою тугу В інфрачервоний я дивлюся Як я ненавиджу ніч. Тепер я вкладу себе до ліжка Електричних овець спробую порахувати На Ваші побажання «солодких снів» мені начхати Як я ненавиджу ніч. | Ось заснув весь світ у пітьмі Темрява не хлине до голови В інфрачервоному видно мені Яка огидна ніч. Ось і я лягаю спати Електроовець порахувати Не трудіться гарних сновидінь бажати Яка огидна ніч. |

## Український переклад
- Філіп К. Дік. Чи мріють андроїди про електричних овець? // Переклад з англійської Тараса Бойка. — К.: Комубук, 2016. — 272 с.[8] ISBN 978-966-97490-6-2
- Філіп К. Дік. Чи мріють андроїди про електричних овець? // Переклад з англійської Тараса Бойка. — 2-ге вид., змін. — К.: Комубук, 2017. — 288 с.[9] ISBN 978-966-97490-6-2